# カール・フォン・エスターライヒ (1560-1618)
カール・フォン・エスターライヒ（Karl von Österreich, 1560年11月22日 - 1618年10月30日）は、オーストリアの貴族、ブルガウ辺境伯（Markgraf von Burgau）。称号にちなんでカール・フォン・ブルガウ（Karl von Burgau）とも呼ばれる。

## 生涯
神聖ローマ皇帝マクシミリアン2世の弟でチロル州侯のフェルディナント（2世）大公と、その最初の妻フィリッピーネ・ヴェルザーの間の次男として、ボヘミアのピュルグリッツ城（Schloss Pürglitz）で生まれた。母はアウクスブルクの富豪ヴェルザー家の娘であり、両親の結婚は貴賤結婚だった。このためカールと兄の枢機卿アンドレアスは正式なハプスブルク家の一員とは認められず、従って大公（Erzherzog）の称号も授けられず、父の所領の1つにちなんだブルガウ辺境伯の称号を名乗ることのみを許された。
カールは軍人の道に進み、スペイン軍に参加してネーデルラント蜂起の鎮圧のために戦い、後にトルコ軍との戦闘にも加わった。トルコ戦線では補給を断たれた軍隊への食糧調達に成功し、その功によって元帥に列せられている。1595年に父が死ぬと、身分の低さから法的相続権がないにもかかわらず、その所領の一部であるブルガウ辺境伯領、ネレンベルク方伯領（Landgrafschaft Nellenburg）、ホーエンベルク伯領（Grafschaft Hohenberg）および相当に裕福な資産を分与された。
カールはギュンツブルクの居城で贅沢な生活を送った。しかし辺境伯は領民に白ビールの飲酒を禁止したり、所領内に居住する貴族・封建勢力（アウクスブルク司教やフッガー伯爵家、帝国自由都市であるウルムとアウクスブルクの都市貴族層）との間で、課税や領主権の行使をめぐって常に争いを起こしていた。このため嫌われ者の辺境伯の宮廷に出入りする者はわずかだった。1617年、彼はギュンツブルクに住むユダヤ人の追放を決定し、ユダヤ人は1年以内に町を離れるよう通告された。
1616年、ギュンツブルクでカプチン会修道院（Kapuzinerkloster Günzburg）の建設を始めた。カールと妻の遺骸は完成したこの修道院内の教会堂に埋葬された。1806年に世俗化に伴って同修道院が解体された際、辺境伯夫妻の亡骸は同市内のマルティン教会（Sankt-Martins-Kirche）に改葬された。
1601年3月4日、ユーリヒ＝クレーフェ＝ベルク公ヴィルヘルム5世の娘で従姉にあたるジビュレ（1557年 - 1627年）と結婚したが、夫婦ともに40歳を過ぎてからの晩婚だったこともあり、子供は無かった。このため、カールが死ぬと所領は全て本家筋のハプスブルク家領に回収された。
結婚する以前、愛妾との間に2男1女の庶子をもうけていた。2人の息子はホーエンベルク男爵（Freiherr von Hohenberg）を名乗り、男系子孫は1726年まで続いた。